# Rhodoleptus
Rhodoleptus is een kevergeslacht uit de familie van de boktorren (Cerambycidae). De wetenschappelijke naam van het geslacht werd voor het eerst geldig gepubliceerd in 1962 door Linsley.

## Soorten
Rhodoleptus omvat de volgende soorten:
- Rhodoleptus comis (Bates, 1892)
- Rhodoleptus femoratus (Schaeffer, 1909)
- Rhodoleptus nigripennis Giesbert, 1993
- Rhodoleptus umbrosus Chemsak & Linsley, 1982